# Heinrich Band
Heinrich Band (Krefeld, 4 april 1821 – aldaar, 2 december 1860) was een Duits muziekhandelaar. Hij werd bekend als ontwerper van de naar hem genoemde bandoneon, maar liet zijn instrumenten elders vervaardigen. Hij inspireerde zijn ontwerp op de concertina.

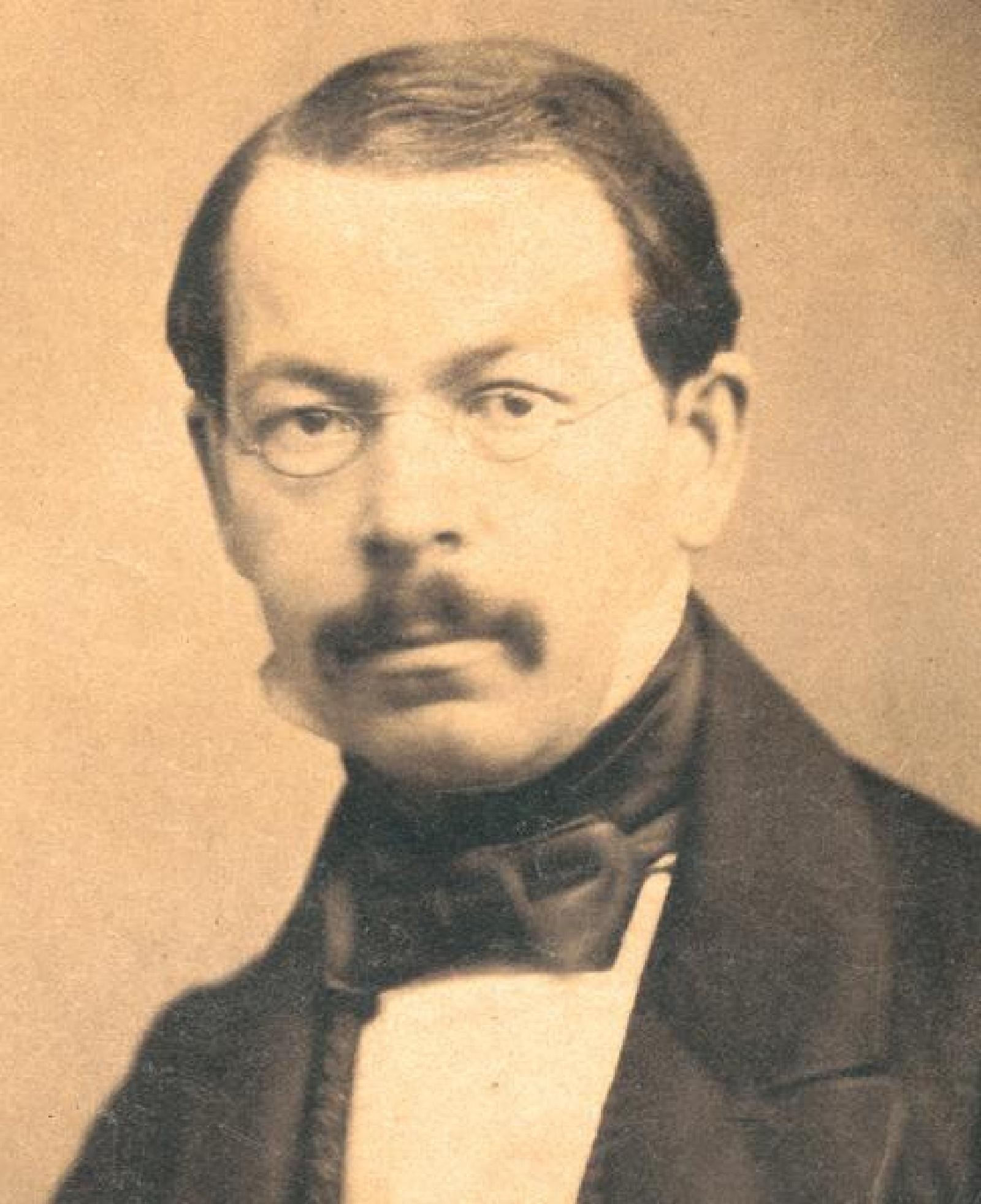
Portret van Heinrich Band